# Das Boot
Das Boot é um filme alemão de 1981, do gênero drama, dirigido por Wolfgang Petersen, baseado no livro Das Boot de Lothar-Günther Buchheim.

## Sinopse
O filme conta a história de um submarino alemão da Segunda Guerra Mundial, o U-Boot U-96.

## Elenco
| - Jürgen Prochnow — o capitão - Herbert Grönemeyer — tenente Werner - Klaus Wennemann — engenheiro-chefe - Otto Sander — comandante Thomsen - Hubertus Bengsch — primeiro-tenente/nº1 - Martin Semmelrogge — segundo-tenente - Bernd Tauber — navegador - Erwin Leder — Johann - Martin May — Ullmann - Heinz Hoenig — Hinrich - Uwe Ochsenknecht — Bosun | - Claude-Oliver Rudolph — Ario - Jan Fedder — peregrino - Ralph Richter — Frenssen - Joachim Bernhard — pregador - Olivier Stritzel — Schwalle - Konrad Becker — Bockstiegel - Lutz Schnell — Dufte - Martin Hemme — Brückenwilli - Rita Cadillac — Monique - Günter Lamprecht — capitão do "Weser" |

## Recepção
No site agregador de críticas Rotten Tomatoes, 98% das 46 resenhas dos críticos são positivas. O consenso diz: "Provocativo, incrivelmente emocionante e devastadoramente inteligente (...) é um dos maiores filmes de guerra já feitos."

## Produção
O filme custou DM 30 milhões (cerca  de US$ 40 milhões em 1997). Foi, à sua época, o filme mais caro do cinema alemão. A meticulosa atenção do diretor aos detalhes resultou no filme de submarino mais realista e historicamente correto já feito. Hans-Joachim Krug, então primeiro oficial do submarino U-219, e Heinrich Lehmann-Willenbrock, capitão do U-96 real, prestaram consultoria para a elaboração do filme.

## Premiações
Das Boot recebeu seis indicações ao Oscar de 1983, nas categorias de melhor fotografia (Jost Vacano), melhor direção (Wolfgang Petersen), melhor edição de som (Mike Le Mare), melhor montagem (Hannes Nikel), melhor mixagem de som (Milan Bor, Trevor Pyke e Mike Le Mare) e melhor roteiro adaptado (Wolfgang Petersen), mas não venceu em nenhuma. O filme venceu um Emmy Internacional de melhor drama, em 1985.

## Versões
O filme possui várias versões com durações distintas. A original do lançamento foi de  149 minutos. A versão do diretor é 209 e a sem cortes 293.